# Langham (Rutland)
Langham è un paese della contea del Rutland, in Inghilterra.